# Canciones Playeras
Canciones Playeras és una peça musical del compositor alacantí Òscar Esplà sobre uns textos de El alba de alhehí, de Rafael Alberti. Composta l'any 1929 originàriament per a orquestra i veu (soprano), posteriorment va estar adaptada al piano. Aquest fet que revela que, per a Esplà, el timbre no és el que defineix l'obra, i que traslladar-la d'un instrument a un altre no fa que perdi la seva identitat. Canciones Playeras es va estrenar el 20 de maig de 1930 al Teatre de la Zarzuela, i va ser interpretada per la cantant Laura Nieto i l'Orquestra Simfònica de Madrid sota la direcció d'Enrique Fernández Arbós.

## Descripció
El alba de alhelí de Rafael Alberti és una obra de 139 composicions integrades en tres llibres: El blanco de alhelí, El negro de alehí i el Verde de alehí. Òscar Esplà pren alguns textos del poeta i els desgrana. A partir d'aquest moment passen a ser matèria primera del compositor alacantí, que capta la realitat material dels poemes, els accents, el ritme, la musicalitat de les paraules i el seu poder d'evocació. El món poètic es transforma en món sonor. El que queda de les cançons d'Alberti en les de Esplà és el ritme i l'element tradicional i popular. De les cinc Canciones Playeras, quatre provenen de El Blanco alhelí i la primera, Rutas de el negro alehí. Les cançons no es troben en el mateix ordre que en el text poètic.

## Moviments

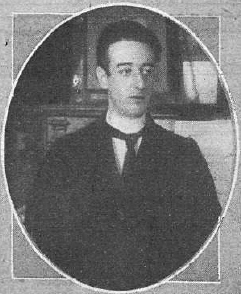
L'autor de Canciones Playeras, Óscar Esplà

L'obra consta de cinc moviments:

### Rutas
És la cançó que inicia l'obra. Pertany a la sèrie del Prisionero de El negro de alhelí, que conté sis cançons. D'aquest tema, Esplà recupera el ritme dinàmic, i crea una atmosfera de llunyania, viatge i aventura. Pel que fa al text poètic, està format per dues sèries de versos apariats similars als de la lírica tradicional galaico-portuguesa: aa bb, i una cobla de quatre versos: baba.
Part de l'originalitat de la cançó és la rima aguda dels versos. Amb relació a la part musical, el tempo de la cançó és allegro risoluto en compàs binari. D'aquesta manera, es construeix la impressió del viatge i del moviment. L'orquestra crea una atmosfera de dinamisme en els compassos d'introducció i de l'intermedi, i a la part vocal, remarca de manera discreta l'evolució de la línia melòdica. La cançó s'aproxima al ritme lleuger de la poesia i als contrastos cromàtis entre el verd, el color or i el blau del mar, gràcies als canvis de color de l'harmonia.

### Pregón
Forma part de El blanco alhelí que, segons Alberti, agrupa els versos més lleugers com les estampidas i pregones. Pertany, juntament amb Las 12, a una sèrie que porta per títol Estampas, pregones, flores, colpillas... dedicades a José María Cossío. La cançó emprada per Òscar Esplà és la número onze. El text poètic està format per dues 
soleares i una quintilla: aba cbc deded.
El ritme dels versos octasílabs és més variat que a Rutas, propi de la poesia tradicional i molt emprats a les danses populars.
Espà conserva l'estructura estròfica sense obviar ni afegir cap vers. La primera part està formada per dos soleares i la segona, per una quintilla. La cançó traspua certa melangia. De la mateixa manera que la resta de cançons, es divideix en dos parts, i cada part, en dues estrofes. L'orquestra comença amb dos compasos d'introducció. Els instruments de vent duen a terme un motiu melòdic que evoca un moviment de balanceig, acompanyat a destemps pels violins. Aquest motiu i la seva cadència rítmica es mantenen al llarg de tota la peça.

### Las 12
També pertany a la sèrie de pregons de El blanco alhelí. Es tracta de la cançó número nou. L'estructura del text poètic recorda una mica a la de Rutas. Comença amb quatre versos que formen dos apariats, el primer amb rima plana i el segon de rima aguda. El poema el formen dotze versos hexasíl·labs agrupats en tres estrofes de quatre versos. El ritme és regular a gairebé tots els versos. Amb relació a la part musical, comença amb una gran introducció instrumental de 22 compassos de ritme ràpid marcat per un Allegro vivo. Com en el cas de Rutas, Esplà amplia el primer grup de versos repetint-los seguint un ordre diferent. La cançó es divideix en dues parts, i cadascuna està formada per dos grups de sis versos més la tornada. Aquesta peça requereix un gran virtuosisme per interpretar-la, ja que el ritme del cant és sil·làbic i ràpid.

### El pescador sin dinero
Agrupa quatre poemes de El blanco alhelí. Alberti ho va escriure pensant en com havia llençat els diners del premi nacional de Literatura amb amics ocasionals. Com en altres cançons, comença amb un apariat d'estil semblant al de les cançons tradicionals de la lírica galaico-portuguesa: aa. A continuació, tres versos monorims seguits de Llora con el canto mío, que es repeteix diverses vegades al poema. La tercera estrofa està composta per quatre versos monorrims més la tornada. La cançó és de caràcter melangiós per les referències al llanto, i la repetició del no me queda nada crea un sentiment de buidor.
En aquesta cançó, Esplà és fidel al text, malgrat algunes repeticions al final de la composició. Es divideix en dues parts, i al seu torn, en quatre versos, als quals els correspon una frase musical. El ritme és lent, i l'acompanyament de l'orquestra i la melodia creen una atmosfera de tristesa evocada pels versos.

### Coplilla
Esplà inclou una de les Nanas dedicades a Teresita Guillén: Un duro me dio mi madre. El text poètic el formen dues cobles d'estil popular amb rima assonant: -a-a -a-a de versos octosíl·labs. Segurament la brevetat del poema és el que va induir a Esplà titular-lo Coplilla. Els versos estan organitzats en dues parts i sis versos, repetint dos versos del poema original d'Alberti. El ritme de la melodia no segueix el dels versos, sinó que el determina l'aire de jota, segons la indicació d'Esplà a continuació del títol Allegro, tiempo de jota levantina.